# Сибирское генерал-губернаторство
Сиби́рское генера́л-губерна́торство — административная единица в составе Российской империи. Центр (резиденция генерал-губернатора) — г. Иркутск.
Образовано указом Императора Александра I 11 (23) августа 1803 года. Центром генерал-губернаторства являлся город Иркутск.
В его состав входили: Иркутская губерния, Тобольская губерния, Камчатская область.
После образования 26 февраля (9 марта) 1804 года Томской губернии и 22 апреля (4 мая) 1805 года Якутской области они также были включены в состав Сибирского генерал-губернаторства.
26 января (7 февраля) 1822 года в результате реформы по проекту Сперанского, самого яркого из генерал-губернаторов Сибири (в должности 1819—1821), указом Александра I «О разделении Сибири на два генерал-губернаторства» оно разделено на Восточно-Сибирское генерал-губернаторство и Западно-Сибирское генерал-губернаторство.

## Генерал-губернаторы
- Селифонтов, Иван Осипович (1803—1806)
- Пестель, Иван Борисович (1806—1819)
- Сперанский, Михаил Михайлович (1819—1821)